# 投54線
投54線 磨子坑－水里，是位於南投縣的一條鄉道，起點位於南投縣名間鄉磨子坑，終點於南投縣水里鄉，全長17.183公里。1966年此路首次列入鄉道系統，原本路線位於竹山鎮，路線名稱為林頂~民眾坪，全長36.933，此路線於2016年1月22日交通部公告修正南投縣縣道及鄉道公路路線，林頂~嶺頭山解編鄉道，原縣道152號名間至集集林尾路段改編投54鄉道，原投27線鄉道集集至水里路段變成投54線。全線基本上為過去最早的台16線舊線。

## 路線說明
南投縣
- 名間鄉：磨子坑0.0k（起點，台16線岔路）→ 永豐路 → 一新社區0.8k  →

- 集集鎮： 水尾0.8k → 龍泉車站3.0k →  集集隧道4.8k → 林尾8.7k左轉（右轉岔路）→ 山腳巷 → 集集市區6.7k右轉 → 民生路 → 7.0k 民生路和明街口 （左轉縣道139號岔路，共線起點）→ 7.5k 民生集鹿路口 （右轉縣道139號岔路，共線終點）→ 7.6k 集集車站→ 民權路 → 8.4k 民權路八張街路口 （左轉投27線岔路，投27線終點）→ 9.2k 山蕉麗史文物館→ 民生東路 → 洞角巷 → 11.2k 大坪巷 → 12.7k 油車坑→ 油坑巷 → 13.3k 普濟橋

- 水里鄉：普濟橋13.4k → 中山路二段 → 水里市區15.7k→ 17.183k（終點，縣道131號台16線岔路）

## 交會公路
- 台16線
- 台3丙
- 縣道139號
- 縣道131號
- 投27線

## 沿線地標

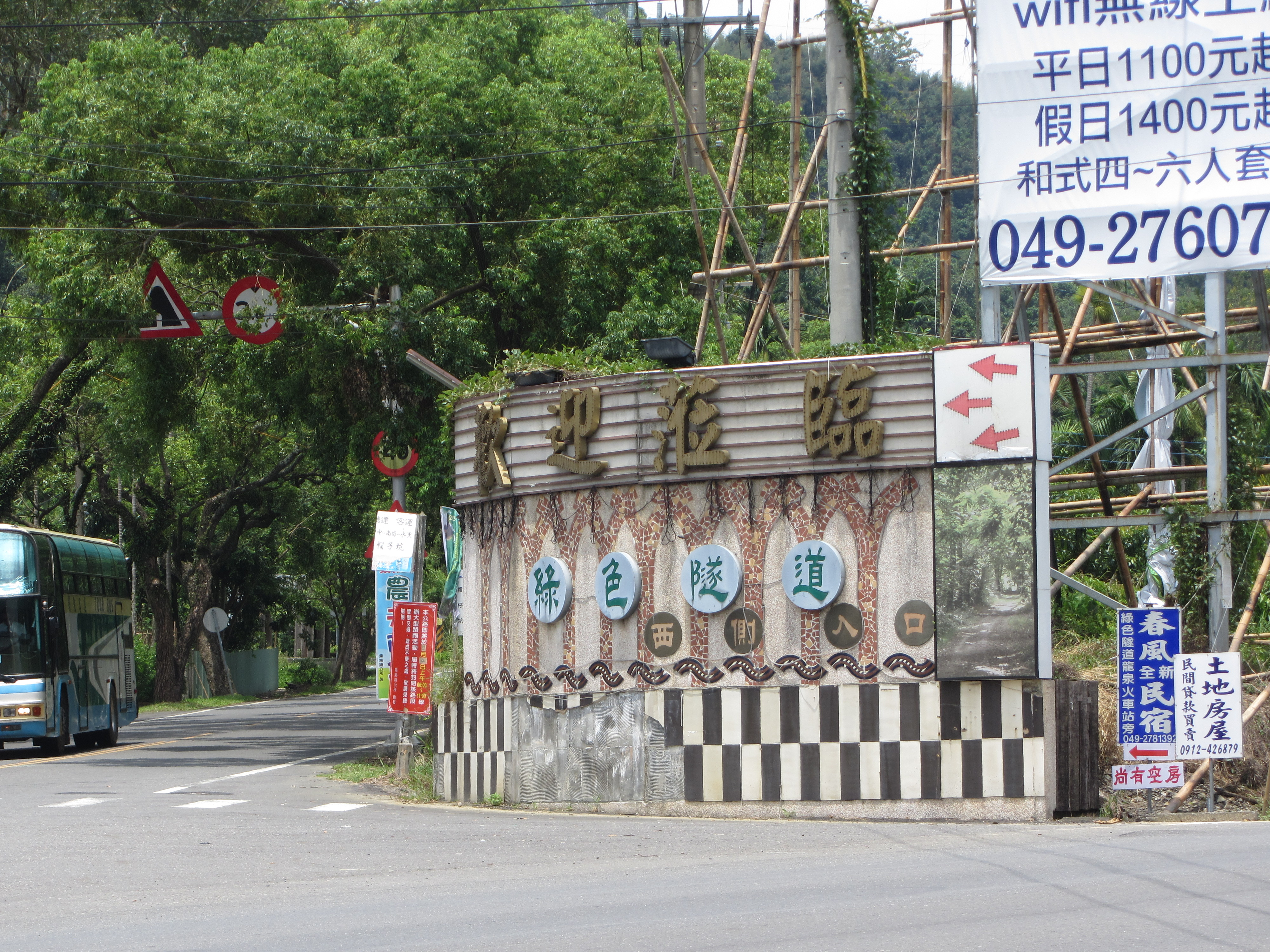
集集綠色隧道西側入口

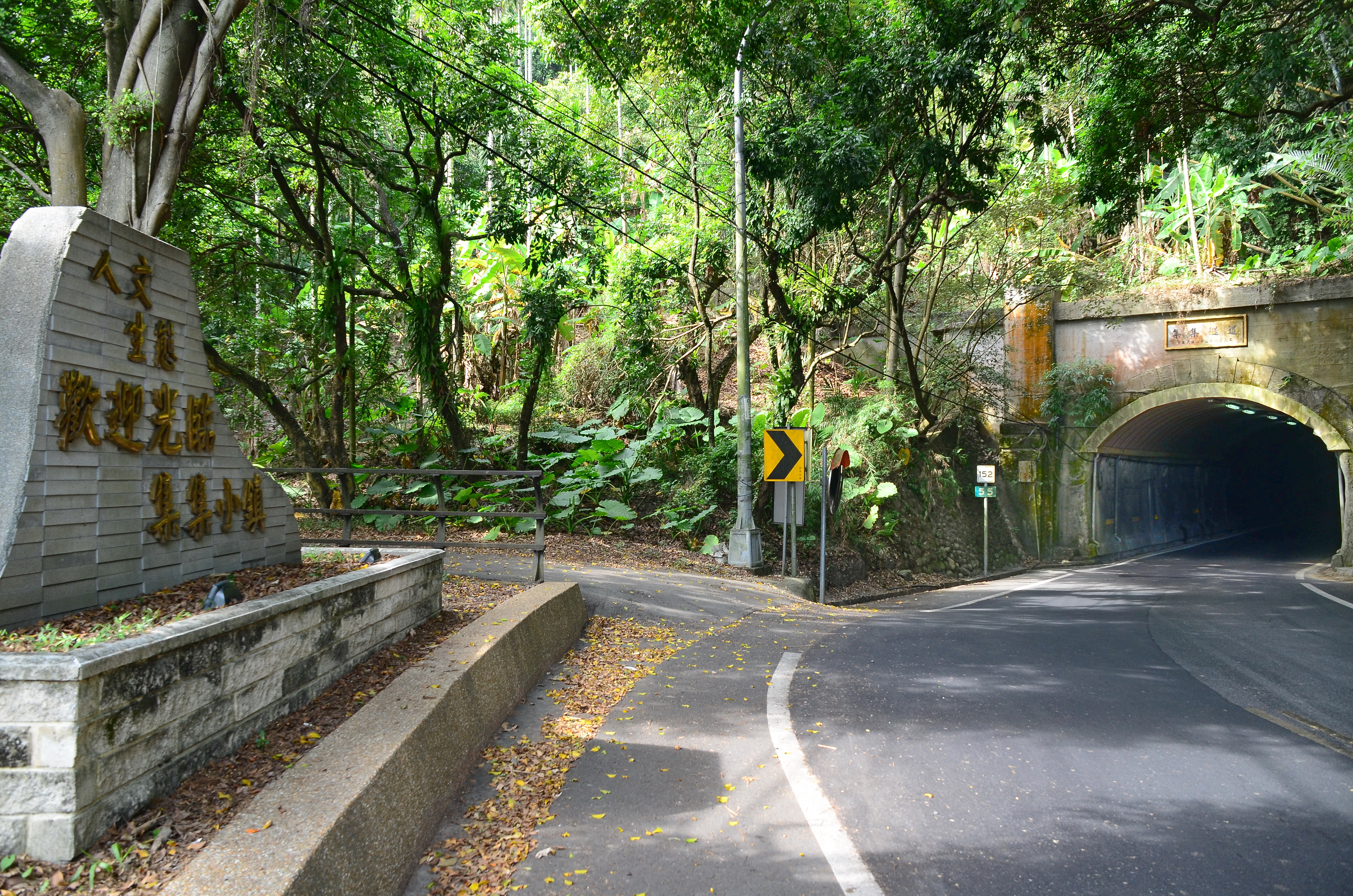
原縣道152號上的集集隧道（建於1933年）

- 九二一震災紀念牆
- 集集綠色隧道
- 濁水車站
- 源泉車站
- 龍泉車站
- 活石窯陶藝園區
- 特有生物研究保育中心
- 集集車站
- 明新書院
- 山蕉歷史文化館
- 慈德寺
- 水車站